# Ernst Kyburz
Ernst Kyburz (ur. 14 sierpnia 1898, zm. 16 października 1983 w Ronco sopra Ascona) – szwajcarski zapaśnik walczący w stylu wolnym. Mistrz olimpijski z Amsterdamu 1928 kategorii 79 kg. Złoty medalista mistrzostw Europy w 1931 roku.
- Turniej w Amsterdamie 1928

Wygrał z Australijczykiem Thomasem Bolgerem, zawodnikiem RPA Antonem Praegiem, Kanadyjczykiem Donaldem Stocktonem i Amerykaninem Ralphem Hammondsem.